# Blizna (film)
Blizna – film fabularny produkcji polskiej z 1976 roku w reżyserii Krzysztofa Kieślowskiego, na podstawie noweli Romualda Karasia. Kinowy debiut Kieślowskiego.
Film kręcony w Płocku, w Puławach, w Warszawie, w Olecku i na Śląsku. Zdjęcia odbywały się również na terenie zakładów azotowych we Włocławku.

## Fabuła
Lata sześćdziesiąte. Dyrektor Bednarz zostaje przydzielony do nadzorowania budowy kombinatu na terenie Olecka, w którym mieszkał przed laty. Bednarz nie tylko staje przed problemem związanym z budową zakładów chemicznych (niefortunnie zlokalizowanych, jednak decyzji cofnąć już nie można), lecz także musi zmierzyć się z postulatami lokalnej społeczności, dyrektywami zwierzchników partyjnych, własną niechęcią do zatrudnionego przy budowie specjalisty – znajomego sprzed lat – oraz brakiem zrozumienia dla swoich działań ze strony najbliższych mu osób (żony i dorosłej córki). W końcu, zmęczony oraz rozgoryczony, odchodzi i wraca na Śląsk.

## Obsada
- Franciszek Pieczka – dyrektor Stefan Bednarz
- Mariusz Dmochowski – Bolesław, przewodniczący Rady Narodowej w Olecku
- Jerzy Stuhr – asystent Bednarza
- Jan Skotnicki – Stanisław Lech, kierownik transportu w kombinacie, dawny znajomy Bednarza
- Michał Tarkowski – Michał Gałecki, redaktor z telewizji
- Stanisław Michalski – kolega Bednarza, pracownik ministerstwa
- Halina Winiarska – żona Bednarza
- Joanna Orzeszkowska – córka Bednarza
- Stanisław Igar – minister
- Agnieszka Holland – sekretarka Bednarza
- Zbigniew Lesień – socjolog
- Konrad Morawski – kadrowiec Ramowicz
- Jan Jeruzal